# Yukon-Koyukuk Census Area
Yukon-Koyukuk Census Area is een census area in de Amerikaanse staat Alaska. Het is de groter dan enige county of borough van de Verenigde Staten (in Alaska wordt een county een borough genoemd), maar is zelf geen borough. Yukon-Koyukuk Census Area behoort tot de unorganized borough van Alaska.
De census area heeft een landoppervlakte van 377.878 km² (ongeveer even groot als Duitsland) en telt 6.551 inwoners (volkstelling 2000).